# Palma Morena
Palma Morena är en ort i Mexiko.   Den ligger i kommunen Sayula de Alemán och delstaten Veracruz, i den sydöstra delen av landet, 500 km öster om huvudstaden Mexico City. Palma Morena ligger 34 meter över havet och antalet invånare är 186.
Terrängen runt Palma Morena är platt. Runt Palma Morena är det glesbefolkat, med 10 invånare per kvadratkilometer. Närmaste större samhälle är Jesús Carranza, 18,8 km sydväst om Palma Morena. Omgivningarna runt Palma Morena är en mosaik av jordbruksmark och naturlig växtlighet.